# سپس هیچ‌کدام باقی نماندند (فیلم ۱۹۴۵)
«و سپس هیچکس نبود» (انگلیسی: And Then There Were None) فیلمی در ژانر جنایی و مرموز بر گرفته از رمانی با همین نام (نوشته آگاتا کریستی) به کارگردانی رنه کلر است که در سال ۱۹۴۵ منتشر شد.

## داستان
هشت غریبه که هیچ یک با دیگری آشنایی ندارد، توسط آقا و خانم اوون به یک جزیره کوچک در کنار ساحل دوون انگلستان دعوت شده اند. آنها توسط یک ملوان به نام ناراکاوت به یک عمارت منتقل شده و توسط دو خدمتکار تازه استخدام، توماس و اتل راجرز پذیرایی می شود، اما میزبان آنها غایب است. هنگامی که مهمانان به شام می نشینند، توماس راجرز یک صفحه روی گرامافون می گذارد که صدای آن همه را متهم می کند...

## بازیگران
| بازیگر         | نقش                      | توضیح                          |
| -------------- | ------------------------ | ------------------------------ |
| جون دوپرز      | ورا کلیتورن              | منشی جدید خانم اووِن            |
| لوئیس هیوارد   | فیلیپ لامبارد            | باستان‌شناس                     |
| رولاند یانگ    | کاراگاه ویلیام‌ هِنری بِلور | پلیس بازنشسته و کاراگاه خصوصی  |
| والتر هیوستون  | دکتر ادوارد آرمسترانگ    | پزشک                           |
| بری فیتزجرالد  | قاضی فرانسیس کوئین‌کَنِن    | قاضی بازنشسته                  |
| جودیت اندرسون  | امیلی برنت               | خانه‌دار مذهبی                  |
| ریچارد هایدن   | تامس راجرز               | خدمتکار و همسر اِتِل راجرز       |
| سی اوبری اسمیت | ژنرال سِر جان مَندرِیک      | ژنرال جنگ جهانی اول            |
| کوئینی لئونارد | اتل راجرز                | آشپز،خدمتکار و همسر تامس راجرز |
| میشا آور       | پرنس نیکیتا استارلوف     | شاهزاده روسی                   |
| هری ترستون     | فِرِد ناراکوت              | ملوان                          |